# Vickers Viscount
Vickers Viscount är ett 4-motorigt propellerdrivet passagerarflygplan som tillverkades i 445 exemplar. Planet flög första gången 1948 och tillverkades fram till 1963 av nu nedlagda Vickers. Det var även det första turbopropplanet. Flygplanet var en av de produkter som kom fram via Brabazonkommitténs arbete om flyget i England efter andra världskriget.
En vidareutveckling resulterade i det betydligt större planet Vickers Vanguard som tillverkades i 44 exemplar mellan 1959 och 1963.

## Design och utveckling

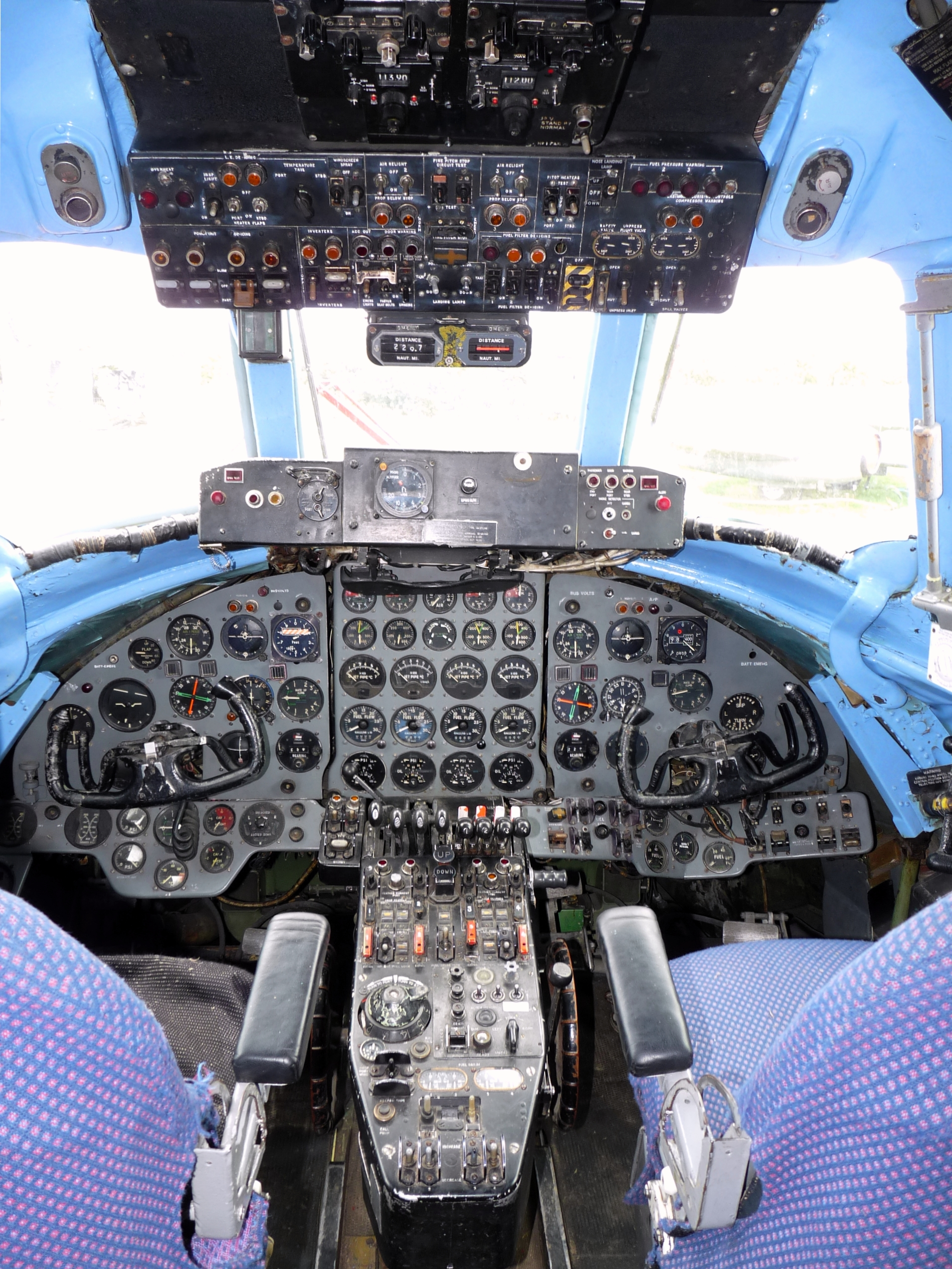
Cockpit Vickers Viscount

Brabazon-kommittén hade föreslagit fyra olika huvudtyper av flygplan. Viscount var ett resultat av typ II-designen som gällde behovet av ett litet medeldistansplan för 24 passagerare på linjer med låg trafik. British European Airways, som var en av huvudintressenterna, hade dock synpunkter på designen och ville ha ett något större plan med plats för 32 passagerare. Under utvecklingsarbetet uppkom också frågeställningar om vilken motortyp som skulle väljas. Typ II-designen delades därför i två varianter A och B, där Vickers vann kontraktet för typ IIB som blev det turbopropdrivna Vickers Viscount typ 630, medan typ IIA blev den kolvmotordrivna Airspeed Ambassador.
Prototypen för typ 630 flög första gången den 16 juli 1948. Den började flygas av BEA först två år senare, 1950, men visade sig då vara för liten och för långsam (443 km/h) för att vara kommersiellt gångbar, och konstruktörerna ombads att ta fram en ny större modell, som fick beteckningen typ 700.
Typ 700 kunde ta mellan 48 och 53 passagerare beroende på konfiguration. Marschhastigheten var 496 km/h. Den första prototypen flög den 28 augusti 1950 och i april 1953 kunde BEA börja använda den i vad som kom att bli världens första reguljära flygningar med turbopropdrivna flygplan.

### Data för typ 800
Data enligt "About your flight" (1969).

## Versioner
- 700  - den första versionen i produktion, 4 x 1030 kW motoreffekt, 287 byggda.
  - 700D - 4 x 1175 kW motoreffekt
- 724  - 15 sålda till Trans Canada Airlines (TCA) i Kanada, i denna version fanns förbättringar i elsystem, bränslesystem, och utrustning för kallt väder.
- 745D - 40 sålda till Capital Airlines i USA
- 757  - 35 sålda till Trans Canada Airlines, med uppgraderade Dart 510 motorer, 4 x 1193 kW
- 771D -
- 785D -
- 800  - flygkroppen 1.2 m längre, 67 byggda
- 810  - 4 x 1485 kW motoreffekt, 84 byggda

## Operatörer (ej komplett)
♠ nybyggda flygplan

### Europa
- Aer Lingus ♠
- Air France ♠
- Air Inter
- Airwork ♠
- Alitalia ♠
- Austrian Airlines ♠
- British European Airways (BEA) ♠
- British Midland
- Cambrian Airways
- Channel Airways
- Condor
- Dan-Air
- Eagle Airways ♠
- Fred Olsen ♠
- Hunting-Clan Air Transport ♠
- Icelandair
- KLM ♠
- LOT Polish Airlines
- Lufthansa ♠
- Luxair
- Skyline (flygbolag) (Sverige, 1971-1978)

### Andra kontinenter
- Air Canada ♠
- All Nippon Airways ♠
- Ansett ♠
- CAAC China ♠
- Butler Air Transport (Australien) ♠
- BWIA British West Indian Airways ♠
- Capital Airlines ♠
- Central African Airways ♠
- Continental Airlines ♠
- Cubana ♠
- Ghana Airways ♠
- Hong Kong Airways ♠
- Indian Airlines ♠
- Iran Air ♠
- Iraqi Airways ♠
- Linea Aeropostal Venezolana ♠
- Middle East Airlines (MEA) ♠
- Misrair ♠
- New Zealand National Airways Corporation ♠
- Northeast Airlines (USA) ♠
- Pakistan International Airlines (PIA) ♠
- Philippine Airlines ♠
- South African Airways ♠
- Sudan Airways ♠
- Trans Australia Airlines ♠
- Turkish Airlines ♠
- VASP (Viação Aérea São Paulo) ♠
- Union of Burma Airways ♠

## Bildgalleri

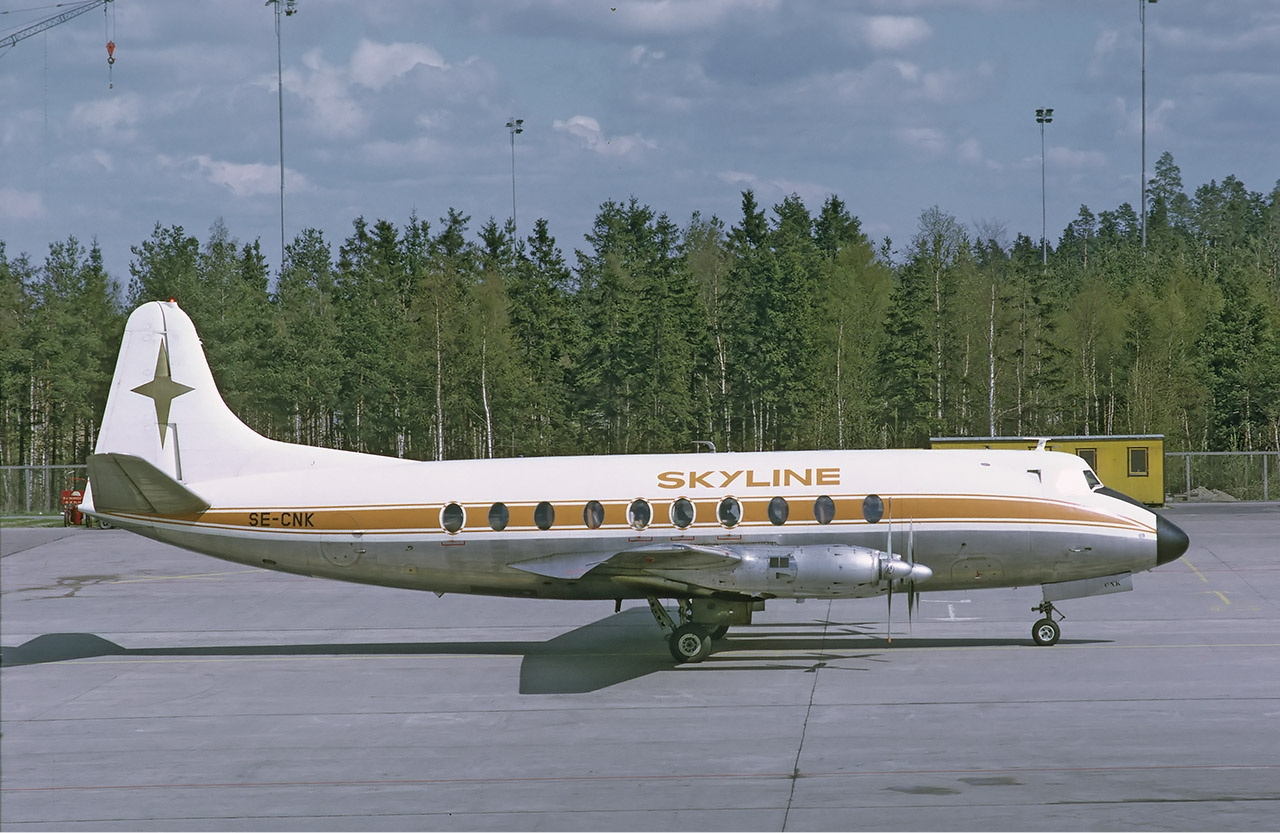
En Skyline Viscount, 1972
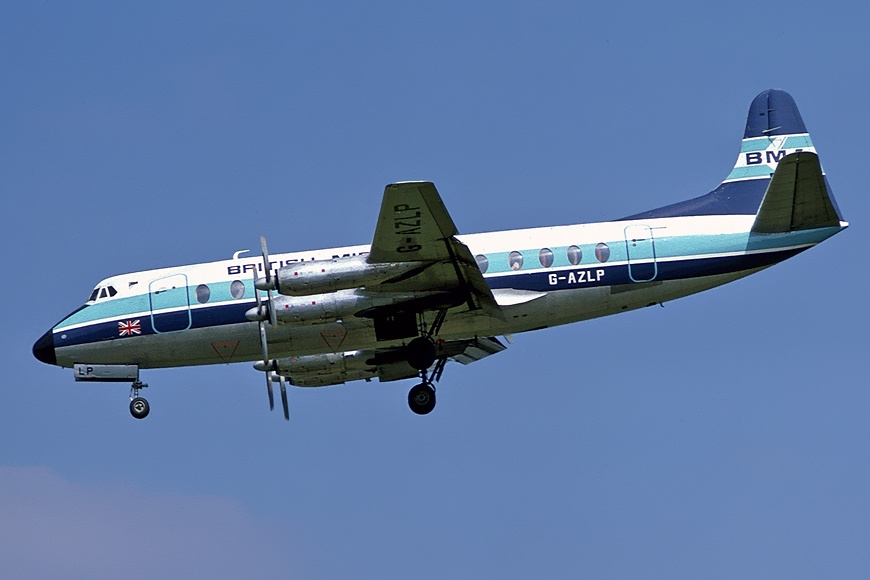
En British Midland Airways Viscount, 1978
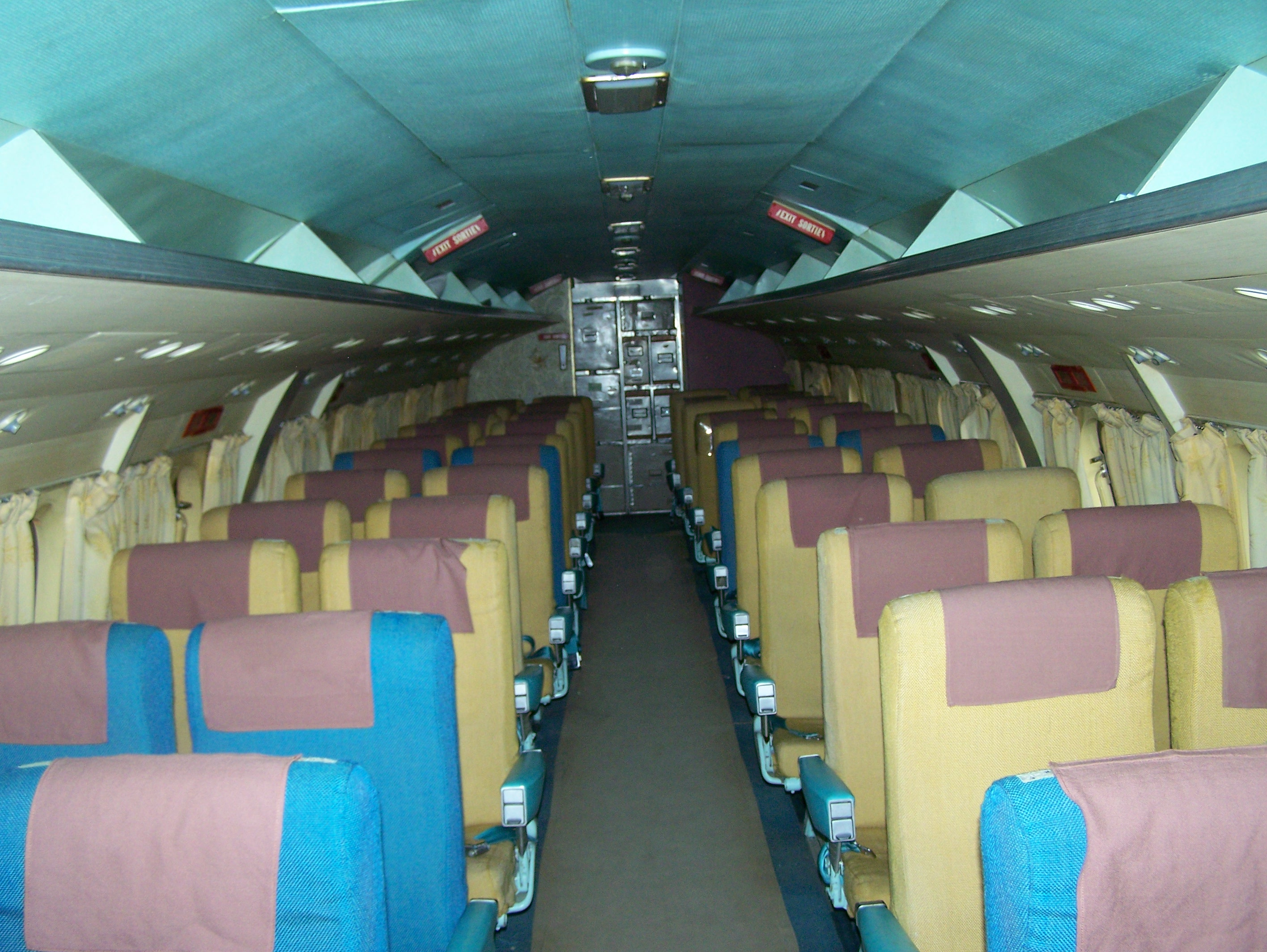
Interiör i en Viscount på ett flygmuseum i Kanada
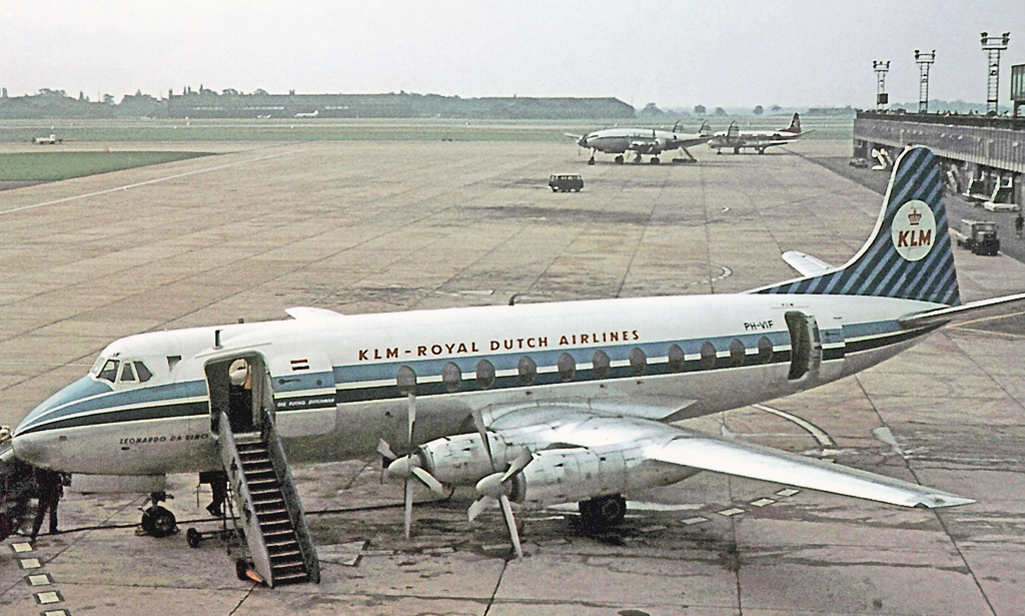
KLM Viscount, 1964
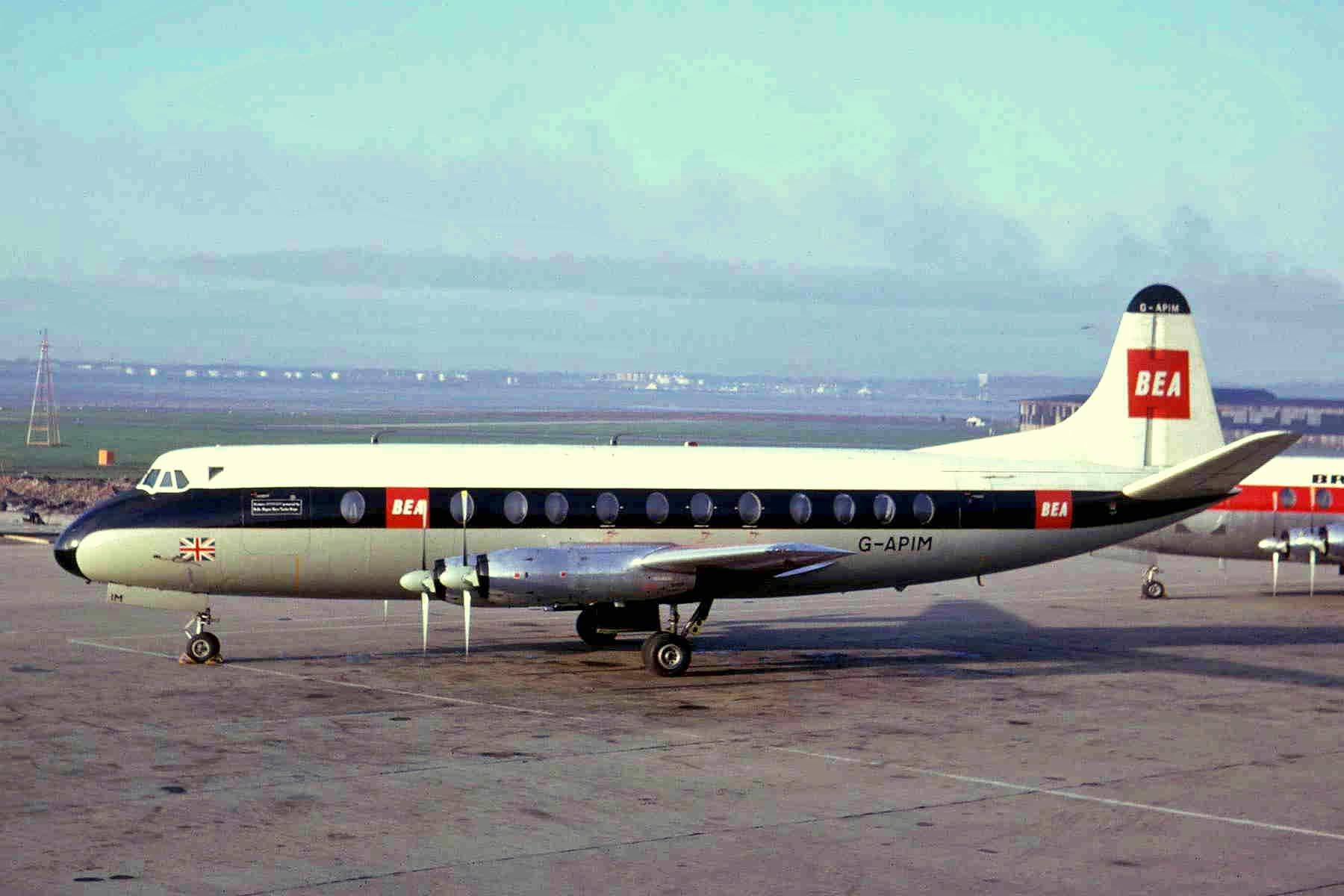
BEA Vickers Viscount modell 806, 1964
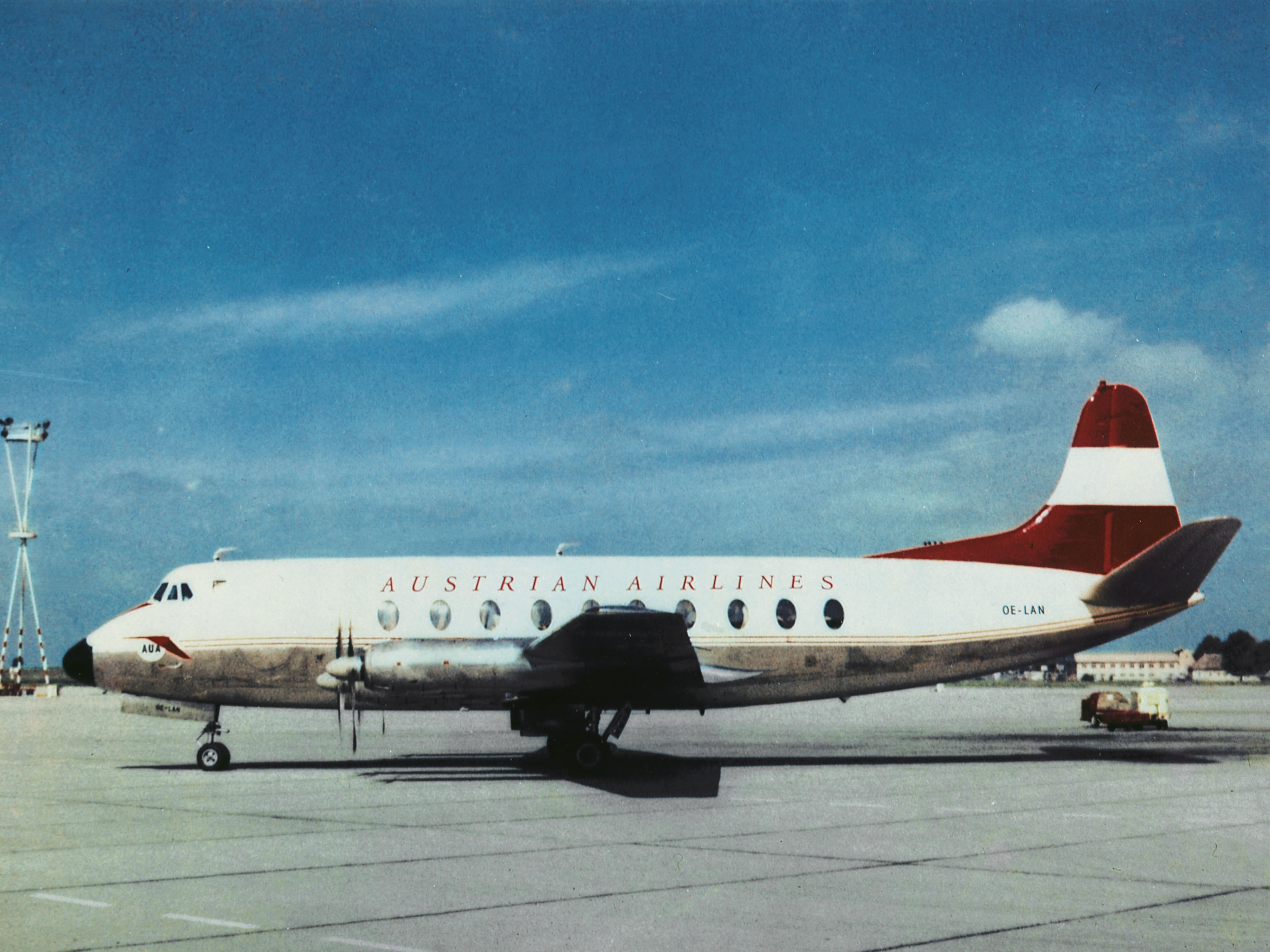
Austrian Airlines Vickers Viscount